# Nicèfor I Àngel
Nicèfor Andrònic I o Nicèfor I Comnè Ducas, fou dèspota de l'Epir a la mort del seu pare Miquel II l'any 1266 o 1268, fins a la seva mort vers l'any 1297.
Durant el seu govern, es va mostrar temerós de les ambicions de l'Imperi Romà d'Orient i no li va importar, aconsellat per la seva esposa, trair el seu nebot Miquel, fill de Joan I de Tessàlia. Va ser aquesta mateixa temor que el va portar a traspassar gran part del seu territori als seus gendres italians, Anjou i Orsini, en detriment de l'herència del seu fill Tomàs, que li va succeir.

## Al servei del seu pare
Nicèfor va ser el primer fill nascut del matrimoni entre el seu pare de Miquel II, dèspota de l'Epir, i la seva esposa Teodora Petralifaina (santa Teodora d'Arta). El 1249 Nicèfor fou promès en matrimoni a Maria, la neta de l'emperador de Nicea Joan III Vatatzes el qual li va reconèixer la dignitat de dèspota. Les noces es van celebrar a Pegae el 1256, però Maria va morir el 1258.
Durant els anys següents Nicèfor es va dedicar a donar suport al seu pare en el seu pla per contrarestar la creixent influència de l'emperador Miquel VIII Paleòleg en territori grec. Després d'haver planificat un enfrontament conjunt amb altres estats, Nicèfor i el seu pare es van retirar en la batalla de Pelagònia, que van veure perduda abans de començar per la manca de coordinació i malfiança entre els aliats. Quan l'exèrcit nicè va assolar la major part de l'Epir el 1259, Nicèfor va marxar a la península Itàlica, on va rebre reforços del seu cunyat el rei Manfred I de Sicília. Amb aquest suport Nicèfor va ajudar el seu pare a recuperar els territoris de l'Epir. Mentrestant Miquel Paleòleg capturava Constantinoble i canviava el títol d'emperador del Nicea pel d'emperador romà d'Orient. El 1264 Nicèfor i el seu pare van reprendre la lluita però van patir una greu derrota i es van veure obligats a acordar la pau. Miquel de l'Epir reconeixia la sobirania romana d'Orient, passant a ser l'Epir un estat vassall i, com a part del tractat de pau, Nicèfor es casaria amb Anna Cantacuzena, neboda de Miquel Paleòleg.

## Govern a la mort del pare
El 1267 o 1268 va morir Miquel II i el govern dels seus dominis va quedar repartit entre els seus fills: Nicèfor (l'Epir pròpiament dit) i Joan (Tessàlia). Nicèfor es va trobar amb l'amenaça de Carles I d'Anjou que havia eliminat Manfred i després havia capturat Dirràquion (1272). Quan els romans d'Orient van atacar territori de l'Epir en la campanya que el 1274 van encetar per contrarestar l'avanç de Carles, Nicèfor va obrir negociacions amb aquest que van concloure en una aliança el 1276. La coalició formada per Carles d'Anjou, Nicèfor i Joan de Tessàlia va aconseguir guanyar algunes ciutats, entre les quals Butrot el 1278.
Es va donar el cas, aparentment contradictori, que mentre Nicèfor estava aliat amb un monarca catòlic, al mateix temps donava suport a la facció romana d'Orient contrària a la unió entre l'Església Ortodoxa i l'Església Catòlica que proposava l'emperador. El 1279 Nicèfor es va reconèixer vassall de Carles i va lliurar Butrot al seu nou senyor. Carles va ser derrotat poc després i això va fer que Nicèfor perdés els seus dominis a Albània, els quals van passar a l'Imperi Romà d'Orient. La coalició va rebre un cop encara més gran arrel dels esdeveniments relacionats amb les vespres sicilianes del 1282 que, en part van estar fomentats per les maniobres diplomàtiques de Miquel Paleòleg per afeblir el suport occidental de Carles d'Anjou, després de les quals aquest rei va perdre el Nàpols i Sicília.
Restaurada l'Església Ortodoxa per l'emperador Andrònic II Paleòleg l'any 1282, Nicèfor va renovar l'aliança amb l'Imperi Romà d'Orient mitjançant la seva esposa Anna, la qual va viatjar a Constantinoble amb poders per signar el tractat. De fet Nicèfor va esdevenir una eina a disposició de la seva esposa, que ella va utilitzar per servir als interessos de la cort romana d'Orient. El 1284 Anna i Andrònic van atreure al seu favor a Miquel, el fill de Joan I de Tessàlia, amb la promesa d'una aliança dinàstica, però només va ser un ardit per portar-lo a Constantinoble i retenir-lo com a ostatge. Això va portar a una guerra, ja que el seu germanastre, en represàlia va atacar Arta i la rodalia el 1285. Després Anna es va ficar en un ambiciós projecte per unir les dinasties de l'Epir i la de l'Imperi Romà d'Orient amb el matrimoni de la seva filla Tamara amb Miquel IX Paleòleg. Tot i que aquest projecte no va prosperar, l'emperador va concedir el 1290 la dignitat de dèspota a Tomàs, fill d'Anna i Nicèfor.
L'aristocràcia de l'Epir, contrària als romans d'Orient, va persuadir Nicèfor d'encetar negociacions el 1291 amb el rei Carles II de Nàpols, fet que va provocar una invasió romana d'Orient. Això va refermar l'aliança amb Nàpols, que va enviar el comte Ricard I Orsini, senyor de Cefalònia i vassall de Carles II, amb la missió d'aturar l'avanç de l'exèrcit romà d'Orient. Nicèfor va casar llavors la seva filla Maria amb l'hereu de Cefalònia i la seva altra filla, Tamara, amb el príncep Felip I de Tàrent, fill de Carles II. Tamara va rebre els drets hereditaris de l'Epir en lloc de la successió normal que hauria recaigut en el seu germà, i Carles II va prometre que a ella no l'obligarien a abandonar la seva fe ortodoxa. Les noces es van celebrar el 1294 i van implicar la transferència de diverses fortaleses costaneres a Felip, com a part del dot de Tamara. Felip va rebre simultàniament els drets del seu pare en territori grec.
Va sorgir una inevitable tensió entre els terratinents locals i els nous senyors Anjou, cosa que va aprofitar el nebot de Nicèfor, el governant de Tessàlia, per intervenir i capturar algunes fortaleses del domini de Felip. Al final la majoria van tornar a ser de Felip i el 1296 es va restaurar la pau. Nicèfor va morir poc després, entre el setembre del 1296 i el juliol del 1298. La seva vídua va fer de regent del seu fill menor d'edat Tomàs.

## Matrimonis i descendència
De la seva primera esposa Maria, filla de l'emperador de Nicea Teodor II Ducas Làscaris, va tenir una filla:
- Caterina, que es va casar amb l'infant Fadrique de Castella.[8]

Amb la seva segona esposa Anna, neboda de l'emperador romà d'Orient Miquel VIII Paleòleg, va tenir quatre fills:
- Tamara, que es va casar amb Felip I de Tàrent, fill del rei de Nàpols Carles II d'Anjou.
- Miquel, que fou ostatge a Nàpols el 1291 i probablement va morir abans que el seu pare.[9]
- Tomàs, que va succeir el seu pare com a governant de l'Epir.
- Maria, que es va casar amb el comte Joan I Orsini de Cefalònia (1304–1317); els seus fills serien dèspotes de l'Epir.